# Canadá en los Juegos Olímpicos de Melbourne 1956
Canadá estuvo representado en los Juegos Olímpicos de Melbourne 1956 por un total de 96 deportistas que compitieron en 15 deportes.  
El portador de la bandera en la ceremonia de apertura fue el luchador Bob Steckle.

## Medallistas
El equipo olímpico canadiense obtuvo las siguientes medallas:
| Nombre | Deporte | Competición                 |
| --- | ------- | --------------------------- |
| Oro |         |                             |
| Archibald MacKinnon Lorne Loomer Walter D'Hondt Donald Arnold                                                                            | Remo    | Cuatro sin timonel (M4-) M  |
| Raymond Ouellette | Tiro    | Rifle en posición tendida M |
| Plata |         |                             |
| Philip Kueber Richard McClure Robert Wilson David Helliwell Donald Pretty William McKerlich Douglas McDonald Lawrence West Carlton Ogawa | Remo    | Ocho con timonel (M8+) M    |
| Bronce |         |                             |
| John Rumble (Cilroy) Jim Elder (Colleen) Brian Herbinson (Tara)                                                                          | Hípica  | Concurso completo por eqs.  |
| Irene MacDonald | Saltos  | Trampolín 3 m F             |
| Stuart Boa | Tiro    | Rifle en posición tendida M |